# ビッグ・ラブ
『ビッグ・ラブ』（原題：Big Love）は、2006年から2011年までアメリカ合衆国・HBOで制作・放送されたテレビドラマ。全5シーズン・53回。企画はウィル・シェファー、マーク・V・オルセン、製作総指揮はトム・ハンクス、ウィル・シェファー、マーク・V・オルセン、ゲイリー・ゴーツマン、デヴィッド・ノラー。主演はビル・パクストン。オープニング・テーマはザ・ビーチ・ボーイズの「神のみぞ知る」（God Only Knows）。
日本では2007年からJ:COMオンデマンドで放送された。

## あらすじ
ユタ州ソルトレイクシティでホームセンターを経営するビル・ヘンリクソンはモルモン教の教えにより、3人の妻バーブ、ニコレット、マージーンと7人の子供を持つ重婚生活を送っている。
もちろん法律では許されていないため、内にも外にも気を遣う彼とその家族の複雑な生活を描く。

## キャスト
- ビル・ヘンリクソン：ビル・パクストン
- バーブ・ヘンリクソン：ジーン・トリプルホーン
- ニコレット・グラント：クロエ・セヴィニー
- マージーン・ヘフマン：ジニファー・グッドウィン
- サラ・ヘンリクソン：アマンダ・サイフリッド
- ベン・ヘンリクソン：ダグラス・スミス
- ローマン・グラント：ハリー・ディーン・スタントン
- フランク・ハーロウ：ブルース・ダーン
- ロイス・ヘンリクソン：グレイス・ザブリスキー
- ジョーイ・ヘンリクソン：ショーン・ドイル
- ワンダ・ヘンリクソン：メローラ・ウォルターズ
- トレイシー・ヘンリクソン：ベラ・ソーン
- ヘザー・タットル：ティナ・マジョリーノ
- ナンシー・ダットン：エレン・バースティン
- ルーク・アスキュー
- デイヴィ・チェイス
- マット・ロス
- ジョエル・マッキノン・ミラー
- カイル・ガルナー

## その他
- モルモン教の内部でも選ばれた信者だけで行われる聖なる儀式が劇中で描かれたことで、一部の敬虔な信者たちから猛反発を受けた[3]。